# 針孔刺鎧蝦
針孔刺鎧蝦（学名：Munida punctata）为鎧甲蝦科刺鎧蝦屬下的一个种。